# Liste der Feuerwehren im Landkreis Helmstedt

Landkreis Helmstedt

Die Feuerwehren der Städte und Gemeinden des Landkreises Helmstedt sind im Kreisfeuerwehrverband Helmstedt e.V. organisiert. Der Sitz des Verbands ist in der Stadt Helmstedt. Die einzelnen Ortsfeuerwehren im Landkreis in die Abschnitte Nord und Süd unterteilt. Kreisbrandmeister ist Maik Wermuth, der Abschnitt Nord wird von Stefan Müller, der Abschnitt Süd von Oliver Thews geleitet. Kleine oder dicht beieinander liegende Orte teilen sich eine Ortsfeuerwehr. Dies ist ebenfalls erforderlich, wenn eine geringe Mitgliederzahl oder Kostengründe eine eigenständige Ortsfeuerwehr nicht ermöglichen. So wurden Ende 2021 die Ortsfeuerwehren von Offleben und Reinsdorf-Hohnsleben zusammengelegt.

## Abschnitt Nord

### Feuerwehren der Stadt Helmstedt
Stadt Helmstedt mit den Ortsteilen Barmke, Büddenstedt, Emmerstedt, Hohnsleben, Offleben und Reinsdorf
Stadtbrandmeister: Christian Kahl, 1. Stellvertreter Nils Sage, 2. Stellvertreter Mark Wesemann
Kreispressesprecher Nord: Alexander Weis
Pressesprecher Gemeindefeuerwehr Velpke: Mirko Wogatzki
| Feuerwehr                    | Adresse | Brandmeister (Stellvertretung)                 | Webseite                                       | Bild |
| ---------------------------- | --- | ---------------------------------------------- | ---------------------------------------------- | ---- |
| Feuerwehr Barmke             | Weidenkampstraße 1A, 38350 Helmstedt-Barmke (Lage) | Friedrich-Wilhelm Bebenroth (Michael Kutscher) | https://feuerwehr-helmstedt.de/ofwba/          |      |
| Feuerwehr Büddenstedt        | Wulferdorfer Str. 18, 38372 Büddenstedt (Lage) | Carsten Kirschke (Torsten Volkmar)             | https://feuerwehr-helmstedt.de/ofwbu/index.php |      |
| Feuerwehr Emmerstedt         | Am Schützenplatz 5, 38350 Helmstedt-Emmerstedt (Lage) | Matthias Müller (Manuel Schrader)              | https://feuerwehr-helmstedt.de/ofwem/          |      |
| Feuerwehr Helmstedt          | Nordstraße 36, 38350 Helmstedt (Lage) | Nikolas Walther (Jan Lachmann)                 | https://feuerwehr-helmstedt.de/                |      |
| Feuerwehr Offleben-Reinsdorf | Wiesenweg 5, 38372 Büddenstedt-Offleben (Lage), Alte Dorfstr. 5 38372 Büddenstedt-Reinsdorf (Lage) Die Feuerwehren Offleben und Reinsdorf-Hohnsleben wurden im Dezember 2021 zusammengelegt. |                                                |                                                |      |

### Feuerwehren der Samtgemeinde Grasleben
Samtgemeinde Grasleben mit den Orten Grasleben, Mariental, Querenhorst und Rennau mit den Ortsteilen Ahmstorf und Rottorf am Klei
Gemeindebrandmeister: Maik Wermuth, Stellvertreter: Tobias Bauer
| Feuerwehr                 | Adresse                                                   | Brandmeister (Stellvertretung)  | Webseite                           | Bild |
| ------------------------- | --------------------------------------------------------- | ------------------------------- | ---------------------------------- | ---- |
| Feuerwehr Ahmstorf        | Dorfstraße 32, 38368 Ahmstorf (Lage)                      | Oliver Reinhold                 |                                    |      |
| Feuerwehr Grasleben       | Bahnhofstr. 4a, 38368 Grasleben (Lage)                    | Christoph Hasenfuß (Maik Hoppe) | http://www.feuerwehr-grasleben.de/ |      |
| Feuerwehr Mariental       | Dahlienplatz 13a, 38368 Mariental (Lage)                  | Hans-Jörg Navrath               |                                    |      |
| Feuerwehr Querenhorst     | Poststraße 4a, 38368 Querenhorst (Lage) (Adresse ungenau) | Kevin Sievers                   |                                    |      |
| Feuerwehr Rennau          | Vorsteher-Niemann-Weg 2a, 38368 Rennau (Lage)             | Kevin Kühn                      | https://www.feuerwehr-rennau.de/   |      |
| Feuerwehr Rottorf am Klei | Hasenwinkelstraße 23, 38368 Rottorf (Lage)                | Fabian Anders                   |                                    |      |

### Feuerwehren der Einheitsgemeinde Lehre
Einheitsgemeinde Lehre mit den Ortsteilen Beienrode, Flechtorf, Essehof, Essenrode, Groß Brunsrode, Klein Brunsrode, Lehre und Wendhausen.

Gemeindebrandmeister: Maik Goerke, 1. Stellvertreter: André Wandschneider, 2. Stellvertreter: Tom Müller
Pressesprecher der Feuerwehren der Gemeinde Lehre: Rainer Madsack, Bennet Rebel
| Feuerwehr                 | Adresse                                                    | Brandmeister (Stellvertretung)     | Webseite                                 | Bild |
| ------------------------- | ---------------------------------------------------------- | ---------------------------------- | ---------------------------------------- | ---- |
| Feuerwehr Beienrode       | Im Hinterhagen 4, 38165 Lehre-Beienrode (Lage)             | Sven Lommartzsch (Nils Janze)      | http://www.fw-beienrode.de/              |      |
| Feuerwehr Essehof         | Am Tierpark 2b, 38165 Lehre-Essehof (Lage)                 | Dirk Gebauer (André Wandschneider) |                                          |      |
| Feuerwehr Essenrode       | Schloßstraße 5, 38165 Lehre-Essenrode (Lage)               | Stefan Vollheide (David Himpel)    | http://www.feuerwehr-essenrode.de/       |      |
| Feuerwehr Flechtorf       | Alte Braunschweiger Straße 54, 38165 Lehre-Flechtorf(Lage) | Ralf Sprang Martin Löhr            | https://feuerwehr-flechtorf.de/          |      |
| Feuerwehr Groß Brunsrode  | Dorfstraße 26, 38165 Lehre-Groß Brunsrode (Lage)           | Holger Schlenzig (Sascha Parzy)    |                                          |      |
| Feuerwehr Klein Brunsrode | Kurze Kamp 31, 38165 Lehre-Klein Brunsrode (Lage)          | Jan Behrendt (Florian Leicht)      | https://www.feuerwehr-klein-brunsrode.de |      |
| Feuerwehr Lehre           | Eitelbrotstraße 37, 38165 Lehre (Lage)                     | Jan Wehrstedt (Maik Goerke)        | http://www.feuerwehr-lehre.de/           |      |
| Feuerwehr Wendhausen      | Schulstraße 10d, 38165 Lehre-Wendhausen (Lage)             | Christian Gerike (Sascha Rosilius) | https://www.ffw-wendhausen.de/           |      |

### Feuerwehren der Samtgemeinde Velpke
Samtgemeinde Velpke mit
- Gemeinde Bahrdorf mit den Ortsteilen Mackendorf, Rickensdorf und Saalsdorf
- Ort Danndorf
- Ort Grafhorst
- Gemeinde Groß Twülpstedt mit den Ortsteilen Klein Twülpstedt, Klein Sisbeck, Groß Twülpstedt, Groß Sisbeck, Papenrode und Volkmarsdorf
- Gemeinde Velpke mit den Ortsteilen Meinkot und Wahrstedt

Gemeindebrandmeister: Andreas Wogatzki, 1. Stellvertreter: Tobias Schierding, 2. Stellvertreter: Christian Große
| Feuerwehr                  | Adresse | Brandmeister (Stellvertretung) | Webseite                                   | Bild |
| -------------------------- | --- | ------------------------------ | ------------------------------------------ | ---- |
| Feuerwehr Bahrdorf         | Schulstraße 2A, 38459 Bahrdorf (Lage)                                                                               | Carola Kehlau                  |                                            |      |
| Feuerwehr Danndorf         | Tränkenweg 1, 38461 Danndorf (Lage)                                                                                 | Arne Lerch (Matthias Liebhart) | http://www.feuerwehr-danndorf.de/          |      |
| Feuerwehr Grafhorst        | An der Baueraller 2, 38462 Grafhorst (Lage)                                                                         | David Kroll (Sascha Höft)      | https://www.ff-grafhorst.de/               |      |
| Feuerwehr Groß Sisbeck     | Bergstraße 3a, 38464 Groß Twülpstedt-Groß Sisbeck (Lage)                                                            | Thorsten Stötzer               |                                            |      |
| Feuerwehr Groß Twülpstedt  | Am alten See 1, 38464 Groß Twülpstedt(Lage)                                                                         | Jörg Merkl (Florian Kurasch)   | http://www.feuerwehr-gross-twuelpstedt.de/ |      |
| Feuerwehr Klein Sisbeck    | Kuhstraße 3, 38464 Groß Twülpstedt-Klein Sisbeck (Lage)                                                             | Christian Teuber               |                                            |      |
| Feuerwehr Klein Twülpstedt | Hinter den Höfen 14a, 38464 Groß Twülpstedt-Klein Twülpstedt (Lage)                                                 | Holger Deutsch                 |                                            |      |
| Feuerwehr Mackendorf       | Lindenweg 2, 38459 Bahrdorf-Mackendorf (Lage)                                                                       | Michael Fricke                 |                                            |      |
| Feuerwehr Meinkot          | Kirchstraße 3, 38458 Velpke-Meinkot (Lage)                                                                          | Werner Nentwig                 |                                            |      |
| Feuerwehr Papenrode        | Querenhorster Straße 10, 38464 Groß Twülpstedt-Papenrode (Lage)                                                     | Rainer Berg                    |                                            |      |
| Feuerwehr Rümmer           | Rosendamm 9, 38464 Rümmer (Lage)                                                                                    | Aaron Schramm                  |                                            |      |
| Feuerwehr Saalsdorf        | Weferlinger Straße 1B, 38459 Bahrdorf-Saalsdorf (Lage)                                                              | Hans-Jürgen Zigann             |                                            |      |
| Feuerwehr Velpke           | Sägemühlenweg 3, 38458 Velpke (Lage) (Adresse ungenau, 3A Feuerwehrhaus? 5 Verwaltung?)                             | Marc Schuchmann (Maik Lemmert) | http://www.feuerwehr-velpke.de/            |      |
| Feuerwehr Volkmarsdorf     | Hauptstraße 38, 38464 Groß Twülpstedt-Volkmarsdorf (Lage)                                                           | Lars Baumgart                  |                                            |      |
| Feuerwehr Wahrstedt        | Bergweg 2A, 38458 Velpke-Wahrstedt (Lage) (Adresse ungenau, 3 Zum Lindhorn o. Im Winkel. Bergweg 3 anderes Gebäude) | Sven Tewes (André Wogatzki)    |                                            |      |

## Abschnitt Süd

### Feuerwehren der Samtgemeinde Heeseberg
Samtgemeinde Heeseberg, mit
- Gemeinde Beierstedt,
- Gemeinde Gevensleben, mit den Ortsteilen Gevensleben und Watenstedt
- Gemeinde Jerxheim, mit den Ortsteilen Jerxheim, Jerxheim Bahnhof und Jerxheim-Siedlung am Heeseberg
- Gemeinde Söllingen mit den Ortsteilen Dobbeln, Ingeleben, Söllingen, Twieflingen und Wobeck

Gemeindebrandmeister: Ulrich Busch, 1. Stellvertreter: Karsten Kremling,2. Stellvertreter: Martin Germer
| Feuerwehr                              | Adresse                                                | Brandmeister (Stellvertretung) | Webseite                              | Bild |
| -------------------------------------- | ------------------------------------------------------ | ------------------------------ | ------------------------------------- | ---- |
| Feuerwehr Beierstedt (Feuerwehr Mitte) | Nonnenweg 16, 38382 Beierstedt, (Lage)                 | Kevin Viering                  | https://www.feuerwehr-beierstedt.com/ |      |
| Feuerwehr Dobbeln (Feuerwehr Nord)     | Hinter der Schmiede 2, 38388 Twieflinge-Dobbeln (Lage) | Axel Maushake                  |                                       |      |
| Feuerwehr Gevensleben (Feuerwehr Ost)  | Barnstorfer Straße 7b, 38384 Gevensleben (Lage)        | Jörg Hesse                     | http://www.feuerwehr-gevensleben.de/  |      |
| Feuerwehr Ingeleben (Feuerwehr Nord)   | Am Kreitelbach 1, 38385 Ingeleben (Lage)               | Daniel Haug                    |                                       |      |
| Feuerwehr Jerxheim (Feuerwehr Mitte)   | Schulstraße 3a, 38381 Jerxheim (Lage)                  | Stefan Weddig                  | https://www.feuerwehr-jerxheim.de/    |      |
| Feuerwehr Söllingen (Feuerwehr Ost)    | Hauptstraße 44, 38387 Söllingen (Lage)                 | Karsten Kremling               |                                       |      |
| Feuerwehr Twieflingen (Feuerwehr Ost)  | Winkel, 38388 Twieflingen (Lage) (Adresse ungenau)     | Dirk Böhm                      |                                       |      |
| Feuerwehr Watenstedt (Feuerwehr Ost)   | Gipsmühlenweg, 38384 Gevensleben-Watenstedt (Lage)     | Julian Sebastian               |                                       |      |
| Feuerwehr Wobeck (Feuerwehr Nord)      | Elmstraße 2a, 38388 Twieflingen-Wobeck (Lage)          | Heiko Hartmann                 |                                       |      |

### Feuerwehren der Stadt Königslutter am Elm
Stadt Königslutter am Elm, mit den Ortsteilen Beienrode, Boimstorf, Bornum am Elm, Glentorf, Groß Steinum, Klein Steimke, Königslutter am Elm mit Hagenhof und Schoderstedt, Langeleben, Lauingen, Lelm, Ochsendorf, Rhode mit Bisdorf, Rieseberg, Rotenkamp, Rottorf, Scheppau, Schickelsheim, Sunstedt und Uhry
Stadtbrandmeister: Marco Koch, Stellvertreter: Matthias van der Wall, Michele Anders
| Feuerwehr                | Adresse                                                                                                   | Brandmeister (Stellvertretung)            | Webseite                                                                                                 | Bild |
| ------------------------ | --- | ----------------------------------------- | --- | ---- |
| Feuerwehr Beienrode-Uhry | Schachtweg 1, 38154 Königslutter (Lage) (Adresse ungenau, lt. OSM an Nr. 13)                              | Mathias Brunke                            | |      |
| Feuerwehr Boimstorf      | Sundernstraße 1b, 38154 Königslutter-Boimstorf (Lage)                                                     | Andreas Pieper                            | |      |
| Feuerwehr Bornum am Elm  | Am Mühlengraben 7, 38154 Königslutter-Bornum am Elm (Lage)                                                | Ortsbrandmeister: Axel Günther            | http://www.bornum.info/Vereine_Bornum/Freiwillige_Feuerwehr_Bornum_a/freiwillige_feuerwehr_bornum_a.html |      |
| Feuerwehr Glentorf       | Sandweg 12, 38154 Königslutter-Glentorf (Lage)                                                            | Lutz Necker (kommissarisch: Björn Wölfel) | http://www.feuerwehr-glentorf.de/                                                                        |      |
| Feuerwehr Groß Steinum   | Am Wippstein 2a, 38154 Königslutter-Groß Steinum (Lage)                                                   | Mike Hirndorf                             | |      |
| Feuerwehr Klein Steimke  | Glentorfer Straße 2a, 38154 Königslutter-Klein Steimke (Lage)                                             | Michael Diekmann                          | |      |
| Feuerwehr Königslutter   | Wolfsburger Straße 1, 38154 Königslutter (Lage)                                                           | Stephan Bätge                             | https://www.feuerwehr-koenigslutter.de/                                                                  |      |
| Feuerwehr Lauingen       | Oberes Dorf 1A, 38154 Königslutter-Lauingen (Lage) (Adresse ungenau, Hausnummer in geoportal.de gefunden) | Volker Gerloff                            | |      |
| Feuerwehr Lelm           | Am Ostborn 5, 38154 Königslutter-Lelm (Lage)                                                              | Dirk Fricke                               | https://www.feuerwehr-lelm.de/                                                                           |      |
| Feuerwehr Ochsendorf     | Am Sportplatz 2a, 38154 Königslutter-Ochsendorf (Lage)                                                    | Frank Stieghan                            | |      |
| Feuerwehr Rhode          | Am Hagen 2a, 38154 Königslutter-Rhode (Lage) (Im Dorfgemeinschaftshaus)                                   | Oliver Kempe                              | https://www.feuerwehr-rhode.de/                                                                          |      |
| Feuerwehr Rieseberg      | Riesebergblick 13, 38154 Königslutter (Lage)                                                              | Johann Schneider                          | |      |
| Feuerwehr Rotenkamp      | Im Rodekamp 14, 38154 Königslutter-Rotenkamp (Lage)                                                       | Wolfgang Bührig                           | |      |
| Feuerwehr Rottorf        | Mühlenring 7a, 38154 Königslutter-Rottorf (Lage)                                                          | Holger Rauhut                             | https://www.feuerwehr-rottorf.de/                                                                        |      |
| Feuerwehr Scheppau       | Mühlenweg 6, 38154 Königslutter-Scheppau (Lage)                                                           | Ralf Kotzmann                             | |      |

### Feuerwehren der Samtgemeinde Nord-Elm
Samtgemeinde Nord-Elm mit den Orten Frellstedt, Räbke, Süpplingen, Süpplingenburg, Warberg und Wolsdorf
Gemeindebrandmeister: Tobias Hurlbeck, 1. Stellvertreter: Andreas Gronde, 2. Stellvertreter: Thomas Minge
| Feuerwehr                | Adresse                                                                              | Brandmeister (Stellvertretung)      | Webseite                              | Bild |
| ------------------------ | ------------------------------------------------------------------------------------ | ----------------------------------- | ------------------------------------- | ---- |
| Feuerwehr Frellstedt     | Am Lindenplatz 2, 38373 Frellstedt (Lage)                                            | Christian Sydow (Christine Eßmann)  | http://ff-frellstedt.de/              |      |
| Feuerwehr Räbke          | Spritzenweg 3, 38375 Räbke (Lage)                                                    | Maximilian Rößchen (Sören Schliebs) |                                       |      |
| Feuerwehr Süpplingen     | Krumme Straße 11a, 38373 Süpplingen (Lage)                                           | Florian Reimann (Christian Sputh)   | https://www.feuerwehr-suepplingen.de/ |      |
| Feuerwehr Süpplingenburg | Schulkamp 1,38376 Süpplingenburg (Lage)                                              | Christian Wolter (Dennis Leipelt)   |                                       |      |
| Feuerwehr Warberg        | Driftweg 28a, 38378 Warberg (Lage) (Adresse ungenau, Hausnummerierung unvollständig) | Matthias Isensee (Jonas Gronde)     | http://www.ffwarberg.de/              |      |
| Feuerwehr Wolsdorf       | Katerstieg 4a, 38379 Wolsdorf (Lage)                                                 | Thomas Minge (Tobias Kienast)       | https://feuerwehr-wolsdorf.de/        |      |

### Feuerwehren der Stadt Schöningen
Stadt Schöningen mit den Ortsteilen Esbeck, Hoiersdorf und Schöningen
Stadtbrandmeister: Michael Barth, 1. Stellvertreter: (Tobias) Kühne, 2. Stellvertreter: Thomas Wubben
Pressesprecherin: Kirsten Fricke
| Feuerwehr            | Adresse                                             | Brandmeister (Stellvertretung)  | Webseite                               | Bild |
| -------------------- | --------------------------------------------------- | ------------------------------- | -------------------------------------- | ---- |
| Feuerwehr Esbeck     | Alte Kirchstraße 12, 38364 Schöningen-Esbeck (Lage) | Sascha Fritsch (Alexander Kelm) | https://www.feuerwehresbeck.de/        |      |
| Feuerwehr Hoiersdorf | Am Kirchhang 15, 38364 Schöningen-Hoiersdorf (Lage) | Michael Lange (Mario Deuse)     | https://www.feuerwehr-hoiersdorf.de/   |      |
| Feuerwehr Schöningen | Wilhelmstraße 2a, 38364 Schöningen (Lage)           | Tobias Kühne (Jan Kienast)      | https://home.feuerwehr-schoeningen.de/ |      |

## Nachwuchsförderung und Musikzüge
Einige Ortsfeuerwehren haben für die Nachwuchsförderung Kinder- und Jugendfeuerwehren. Wie die Ortsfeuerwehren selbst, sind diese in einem Verband – dem Kreisjugendfeuerwehr Helmstedt e.V. – organisiert.
Die Ortsfeuerwehren von Essenrode, Räbke, Rhode und Süpplingenburg haben zudem Musikzüge.